# Đorđe Vujkov
Đorđe Vujkov (in serbo Ђорђе Вујков?; Titel, 19 agosto 1955) è un ex calciatore serbo, in precedenza jugoslavo, di ruolo difensore.

## Palmarès

### Club
- Coppa Mitropa: 1

Vojvodina: 1976-1977

### Nazionale
- Campionato d'Europa Under-21: 1

1978